# 162-я стрелковая дивизия (3-го формирования)
162-я стрелковая дивизия — воинское соединение (стрелковая дивизия) ВС СССР в Великой Отечественной войне.

## История

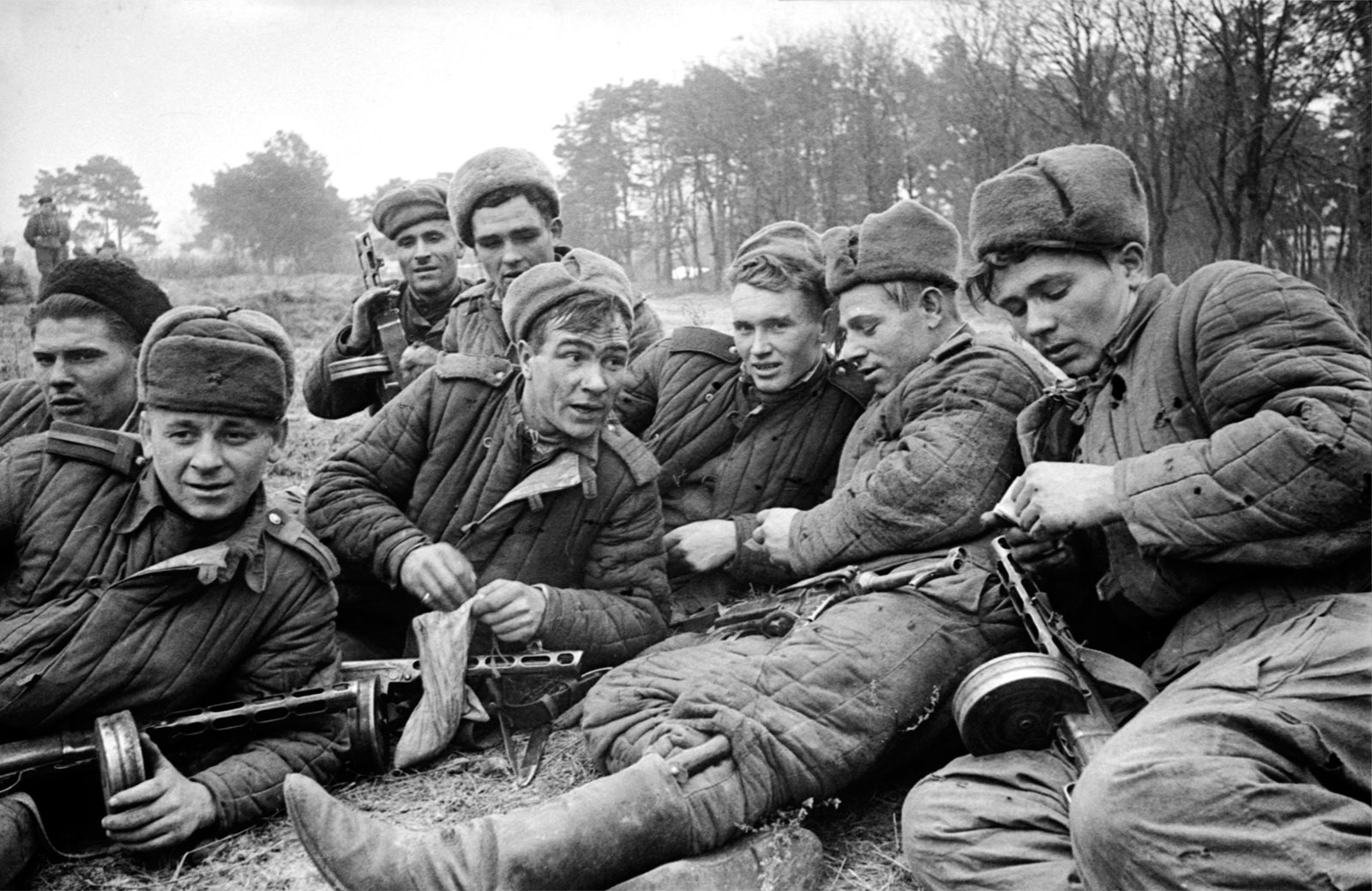
Бойцы 61-й отдельной разведроты 162-й стрелковой дивизии перекуривают на привале в Польше. Декабрь 1944 г.

Сформирована в октябре 1942 года в Ташкенте, на основании постановления Государственного Комитета Обороны Союза ССР, от 14.10.1942 года, о формировании Наркоматом внутренних дел СССР для РККА Отдельной армии войск НКВД СССР шестидивизионного состава и приказа НКВД СССР о начале формирования от 26.10.1942 года как Среднеазиатская стрелковая дивизия войск НКВД. 5 февраля 1943 года переформирована в 162-ю стрелковую дивизию.
В составе действующей армии с 15.02.1943 по 03.02.1944, с 11.02.1944 по 05.09.1944 и с 10.10.1944 по 09.05.1945.
По поступлении в начале марта 1943 года на передовую, в течение марта 1943 ведёт безуспешные наступательные бои на западном участке северного фаса Курской дуги.
В первые дни Курской битвы в бой не вступала, но уже 07.07.1943 дивизия заняла оборону в месте прорыва в районе Петроселки, Сергеевка, ст. Головинка, Новая Головинка, находясь в резерве армии. В ночь на 09.07.1943 дивизия заняла оборону на высотах в районе Молотычи с задачей не допустить прорыва противника в направлении Молотычи — Фатеж и до 15.07.1943 года ведёт бои на этом участке, затем перешла в наступление в ходе Кромско-Орловской наступательной операции.
В ходе Черниговско-Припятской операции в конце августа 1943 ведёт бои на подступах к реке Десне, форсировала её 12.09.1943 южнее Новгород-Северского, и 16.09.1943 года участвовала в освобождении Новгород-Северского, затем продолжила наступление в направлении южнее Гомеля, форсировала Сож. На 27.09.1943 освобождает Тереховский район Гомельской области.
C 10.11.1943 участвует в Гомельско-Речицкой операции, 17.11.1944 отличилась при освобождении Речицы, вышла к 30.11.1943 в район Паричи, в феврале 1944 года отводилась в резерв.
В ночь с 13 на 14.02.1944 наносит удар в ходе Калинковичско-Мозырской операции, но попала под такой сильный огонь, что была не в состоянии овладеть первой траншеей вражеской обороны, тем не менее, продолжала атаки, чем способствовала успеху соседних соединений и прикрывала их перегруппировку. После операции и пополнения переброшена на Украину, наступала в ходе Проскуровско-Черновицкой операции на Броды.
С рубежа западнее Дубно с 13.07.1944 начала наступление Львовско-Сандомироской операции, так, 18-19.07.1944 ведёт бои в районе села Пустельники (Бродовский район, Львовская область). В ходе наступления 29.07.1944 передовыми отрядами подошла к Висле в районе Баранув, туда же вышла полностью 30.07.1944 и начала подготовку к форсированию. К исходу 30.07.1944, действуя совместно с мотострелковыми подразделениями танковых корпусов и частями 350-й стрелковой дивизии, захватила плацдарм шириной до 20 километров и глубиной 8 километров. Так было положено начало Сандомирскому плацдарму. Ведёт бои на плацдарме до сентября 1944 года, обескровленной отведена 10.10.1944 в резерв Ставки, в ноябре 1944 — декабре 1944 находится во фронтовом резерве.
С 13.01.1945 наступает в ходе Восточно-Прусской операции с плацдарма на Нареве вблизи города Сероцк, в общем направлении на Модлин (прорывает оборону у города в трёхдневных боях, освобождает город), Плоцк, Торунь, вышла к Торуньскому укреплённому району, 24.01.1945 ведёт бой за Криффен, в конечном итоге к началу февраля 1945, захватив плацдарм на Висле, вышла в районе западнее Хелмно.
Оттуда в ходе Восточно-Померанской операции с 10.02.1945 наступает на Хойнице, затем на Бютов и Данциг, так, 25.02.1945 ведёт бои за Рихнау, 28.02.1945 принимает участие в освобождении Прехлау, к началу апреля 1945 находилась в районе Данцига.
С 05.04.1945 совершает марш отдельной колонной по маршруту Боян, Лебно, Линде, Вуссов, Микров, Лупов, Борннин, Лоссин, Цирхов, Цигниц, Яневитц, Латциг, к исходу 09.04.1945 сосредоточилась в районе Кестернитц, Натцлафф, Криттен, там же была погружена на автомобили и по маршруту Кезлин, Керлин, Бельгард, Штольценберг, Шифельбайн, Лабес, Вангерин, Реетц, Арнсвальде к вечеру 10.04.1945 сосредоточилась в районе Делитц, Добберпуль, Шёнвердер.
В ходе Берлинской операции года 18.04.1945 форсирует Ост-Одер в районе города Грайфенхаген, 22.04.1945, форсирует Вест-Одер в районе населённого пункта Мешерин, 29.04.1945 принимает участие в освобождении Нойбранденбурга и вышла на побережье Балтийского моря в районе Ростока, 01.05.1945 приняла участие в его освобождении и проследовала по побережью к Висмару.
Расформирована 27.05.1945 года.

## Полное название
- 162-я стрелковая Среднеазиатская Новгород-Северская Краснознамённая ордена Суворова дивизия

## Подчинение
| Дата            | Фронт (округ)         | Армия                 | Корпус                 | Примечания |
| --------------- | --------------------- | --------------------- | ---------------------- | ---------- |
| 01.03.1943 года | Центральный фронт     | 70-я армия            | —                      | —          |
| 01.04.1943 года | Центральный фронт     | 70-я армия            | —                      | —          |
| 01.05.1943 года | Центральный фронт     | 70-я армия            | —                      | —          |
| 01.06.1943 года | Центральный фронт     | 70-я армия            | —                      | —          |
| 01.07.1943 года | Центральный фронт     | 70-я армия            | —                      | —          |
| 01.08.1943 года | Центральный фронт     | 70-я армия            | 19-й стрелковый корпус | —          |
| 01.09.1943 года | Центральный фронт     | 65-я армия            | 19-й стрелковый корпус | —          |
| 01.10.1943 года | Центральный фронт     | 65-я армия            | 19-й стрелковый корпус | —          |
| 01.11.1943 года | Белорусский фронт     | 65-я армия            | 19-й стрелковый корпус | —          |
| 01.12.1943 года | Белорусский фронт     | 65-я армия            | 18-й стрелковый корпус | —          |
| 01.01.1944 года | Белорусский фронт     | 65-я армия            | 18-й стрелковый корпус | —          |
| 01.02.1944 года | Белорусский фронт     | 65-я армия            | 19-й стрелковый корпус | —          |
| 01.03.1944 года | 1-й Украинский фронт  | 13-я армия            | —                      | —          |
| 01.04.1944 года | 1-й Украинский фронт  | 13-я армия            | 27-й стрелковый корпус | —          |
| 01.05.1944 года | 1-й Украинский фронт  | 13-я армия            | 27-й стрелковый корпус | —          |
| 01.06.1944 года | 1-й Украинский фронт  | 13-я армия            | 27-й стрелковый корпус | —          |
| 01.07.1944 года | 1-й Украинский фронт  | 13-я армия            | 27-й стрелковый корпус | —          |
| 01.08.1944 года | 1-й Украинский фронт  | 13-я армия            | 24-й стрелковый корпус | —          |
| 01.09.1944 года | 1-й Украинский фронт  | 3-я гвардейская армия | 21-й стрелковый корпус | —          |
| 01.10.1944 года | Резерв Ставки ВГК     | 6-я армия             | 47-й стрелковый корпус | —          |
| 01.11.1944 года | 1-й Белорусский фронт | 65-я армия            | 47-й стрелковый корпус | —          |
| 01.12.1944 года | 2-й Белорусский фронт | 65-я армия            | 47-й стрелковый корпус | —          |
| 01.01.1945 года | 2-й Белорусский фронт | 70-я армия            | 47-й стрелковый корпус | —          |
| 01.02.1945 года | 2-й Белорусский фронт | 70-я армия            | 47-й стрелковый корпус | —          |
| 01.03.1945 года | 2-й Белорусский фронт | 70-я армия            | 47-й стрелковый корпус | —          |
| 01.04.1945 года | 2-й Белорусский фронт | 70-я армия            | 47-й стрелковый корпус | —          |
| 01.05.1945 года | 2-й Белорусский фронт | 70-я армия            | 47-й стрелковый корпус | —          |

## Состав
- Управление
- Штабная батарея начальника артиллерии дивизии
- 194-й стрелковый полк (Ташкентский)
- 209-й стрелковый Зайсанский Краснознамённый ордена Суворова полк
- 224-й стрелковый полк (Памирский)
- 369-й артиллерийский Ашхабадский полк
- 85-й отдельный самоходный артиллерийский дивизион
- 61-я отдельная разведывательная рота
- 22-й отдельный сапёрный батальон
- 548-й отдельный батальон связи (654-я отдельная рота связи)
- 79-й медико-санитарный батальон
- 20-я (531-я) отдельная рота химической защиты
- 330-я автотранспортная рота
- 56-я полевая хлебопекарня
- 11-й дивизионный ветеринарный лазарет
- 2288-я полевая почтовая станция
- 1829-я полевая касса Государственного банка
- Отдельная штрафная рота 70-й армии (в 1943 году)

## Командный и начальствующий состав
- Тарасов, Сергей Михайлович (15.11.1942 — 24.11.1942), полковник
- Сенчилло, Сергей Яковлевич (25.11.1942 — 20.10.1943), полковник, с 20.12.1942 генерал-майор
- Черняк, Степан Иванович (22.10.1943 — 20.01.1944), полковник
- Гринвальд-Мухо Лазарь Васильевич (21.01.1944 — 08.07.1944), полковник
- Муратов, Анатолий Олегович (09.07.1944 — 09.05.1945), полковник

## Награды и наименования
| Награда (наименование)                     | Кем награждена и когда                                            | За что награждена |
| ------------------------------------------ | ----------------------------------------------------------------- | --- |
| «Среднеазиатская»                          |                                                                   | не является почётным |
| Почётное наименование «Новгород-Северская» | Приказ Верховного Главнокомандующего СССР № 14 от 16.09.1943 года | присвоено в ознаменование одержанной победы и за отличие в боях при освобождении Новгород-Северска.                                                                                     |
| Орден Красного Знамени                     | Указ Президиума Верховного Совета СССР от 18 ноября 1943 года     | За образцовое выполнение боевых заданий командования на фронте борьбы с немецкими захватчиками (за освобождение города Речица) и проявленные при этом доблесть и мужество.              |
| Орден Суворова II степени                  | Указ Президиума Верховного Совета СССР от 4 июня 1945 года        | За образцовое выполнение заданий командования в боях с немецкими захватчиками при овладении городами Штеттин, Гартц, Пенкун, Казеков, Шведт и проявленные при этом доблесть и мужество. |

Награды частей дивизии:
- 194-й стрелковый Ташкентский Краснознамённый орденов Суворова[3] и Кутузова[4] полк
- 209-й стрелковый Зайсанский Краснознамённый[5] ордена Суворова[3] полк
- 224-й стрелковый Памирский Краснознамённый[5] орденов Суворова[6] и Александра Невского[4] полк
- 85-й отдельный самоходный артиллерийский орденов Суворова[4] и Красной Звезды[3] дивизион
- 22-й отдельный сапёрный орденов Богдана Хмельницкого[7] и Александра Невского[4] батальон

## Отличившиеся воины дивизии
| Награда | Ф. И. О.                       | Должность                                               | Звание            | Дата награждения                                      | Примечания                                                                          |
| ------- | ------------------------------ | ------------------------------------------------------- | ----------------- | ----------------------------------------------------- | ----------------------------------------------------------------------------------- |
|         | Богайчук, Степан Романович     | командир батареи 369-го артиллерийского полка           | старший лейтенант | 16.11.1943                                            |                                                                                     |
|         | Бодаков, Афанасий Лаврентьевич | Командир 224-го стрелкового полка                       | лейтенант         | 29.06.1945                                            |                                                                                     |
|         | Грабовляк, Григорий Петрович   | Пулемётчик роты 209-го стрелкового полка                | младший сержант   | 08.09.1944                                            | в составе дивизии награждён орденом Славы III степени                               |
|         | Куюков, Михаил Михайлович      | Пулемётчик 194-го стрелкового полка                     | красноармеец      | 15.01.1944                                            | посмертно, подорвал себя гранатами вместе с врагами 30.09.1943 в Гомельской области |
|         | Почукалин, Пётр Яковлевич      | Командир батальона 224-го стрелкового полка             | капитан           | 29.06.1945                                            |                                                                                     |
|         | Савченко, Михаил Фёдорович     | снайпер 194 стрелкового полка                           | ефрейтор          | 29.06.1945                                            |                                                                                     |
|         | Тушнолобов, Кузьма Максимович  | командир отделения 22-го отдельного сапёрного батальона | младший сержант   | 29.06.1945                                            |                                                                                     |
|         | Чередник, Гавриил Иванович     | Помощник командира взвода 224 стрелкового полка         | старшина          | перенаграждён орденом Славы I степени 30.11.1977 года |                                                                                     |
|         | Юдин, Виктор Михайлович        | командир роты 194-го стрелкового полка                  | старший лейтенант | 29.06.1945                                            |                                                                                     |